# Cal Joan (Sant Agustí de Lluçanès)
Cal Joan és una casa de Sant Agustí de Lluçanès (Osona) inclosa a l'Inventari del Patrimoni Arquitectònic de Catalunya.

## Descripció
Edifici de planta rectangular, de dos pisos, amb el teulat a doble vessant lateral en relació amb la façana principal que dona al carrer. Tot i haver estat modificada conserva la mateixa estructura de la seva construcció. Les portes i finestres presenten llindes i muntants de pedra originals. Els ampits són treballats.

## Història
La llinda de la porta d'entrada conserva parcialment una inscripció: EROCA ME FET / 17 90.